# Ke Shaomin
Ke Shaomin (柯劭忞, kē shaomín), né en 1850, sous la Dynastie Qing, à Jiaozhou, dans l'actuelle Qingdao, province du Shandong et mort le 31 août 1933, pendant la République de Chine, est un historien et chercheur chinois.
De la fin de la Dynastie Qing au début de la République de Chine, en 1920, il a écrit, « Xin Yuanshi » (新元史, xīn yuánshǐ, « Nouvelle histoire (de la dynastie) Yuan »), œuvre composé de 257 rouleaux. Le terme de nouveau, est par référence à une première version appelée le Yuan Shi, écrite en 1370, sous la dynastie Ming par Song Lian.